# 内部西方失地革命組織
内部西方失地革命組織（ないぶ せいほうしっち かくめいそしき、ブルガリア語:Вътрешна западнопокрайненска революционна организация、Vatreshna Zapadnopokraynenska Revoliucionna Organizacia）、略称ВЗРО（BZRO）はブルガリア人の革命組織で、セルビア領のいわゆる「西方失地」で1921年から1941年まで活動を行った。
内部西方失地革命組織は1921年に、内部マケドニア革命組織と関連の深い武装勢力を母体に結成され、前年1920年に第一次世界大戦の講和条約であるヌイイ条約によってブルガリアからセルビアに割譲された領土（西方失地）のブルガリア領への復帰を求めた。内部西方失地革命組織は、セルビア領となった西方失地においてプロパガンダの流布とブルガリア語教育普及に力を注いだ。1922年からは武力闘争を開始し、ディミトロヴグラード・ベオグラード鉄道や、橋、セルビア軍の守備隊や兵舎への襲撃を繰り返した。第二次世界大戦の1941年にこの領土がブルガリア軍に占領されるまで活動は続けられた。
戦間期における他のブルガリア系の革命組織（マケドニアの内部マケドニア革命組織、トラキアの内部トラキア革命組織、ドブルジャの内部ドブルジャ革命組織）とは異なり、内部西方失地革命組織では活動地域の自治を求めるスローガンを使用せず、西方失地の解放とブルガリアへの復帰のために活動を行った。